# Agylla collitoides
Ghoria collitoides là một loài bướm đêm thuộc phân họ Arctiinae, họ Erebidae.